# Xã Douglass, Quận Montgomery, Pennsylvania
Xã Douglass (tiếng Anh: Douglass Township) là một xã thuộc quận Montgomery, tiểu bang Pennsylvania, Hoa Kỳ. Năm 2010, dân số của xã này là 10.195 người.